# Slum (Lanišće)
Slum  je naselje na Ćićariji, sjeveroistočno od Buzeta u općini Lanišće, na 502 m nadmorske visine. Nalazi se na odvojku ceste Buzet–Brest (Lanišće), na rubu stepenaste visoravni. Malobrojni stanovnici bave se tradicijskim poljodjelstvom i stočarstvom. Arhitektura sela primjer je dobro očuvane ruralne tradicije, raspršenih kuća sa širokim okućnicama i velikim stablima. Naselje je pripadalo Rašporskoj gospoštiji. 
U selu je jednobrodna romanička crkvica sv. Mateja sa zvonikom na pročelju i poligonalnom apsidom. Na svodu prezbiterija nalaze se zidne slike iz XVI. st. koje prikazuju Navještenje, Raspeće, Uskrsnuće, sv. Jurja koji pobjeđuje zmaja i druge crkvene motive. Na konzoli kamenoga rebrastog svoda uklesana je glagoljskim slovima 1555. godina.

## Stanovništvo
| broj stanovnika | 307   | 333   | 366   | 390   | 364   | 365   | 824   | 264   | 218   | 191   | 108   | 73    | 37    | 38    | 31    | 24    | 23    |
|                 | 1857. | 1869. | 1880. | 1890. | 1900. | 1910. | 1921. | 1931. | 1948. | 1953. | 1961. | 1971. | 1981. | 1991. | 2001. | 2011. | 2021. |

## Znamenitosti i spomenici
- S obzirom na to da postoje zapisi da je spomenuta crkva sv. Mateja bila podignuta uz veliku lipu, a uz crkvu i danas postoji razgranata lipa šupljeg debla, može se zaključiti da je ta lipa jedno od najstarijih stabala u Istri.
- U selu je servis za automobile i poštanski ured za područje gotovo cijele Ćićarije, do Trstenika i Jelovica.

## Stanovnistvo
Po popisu iz 2001., u selu je živio 31 stanovnik. Popis iz 1890. navodi 390 žitelja. 

## Poznate osobe
- Slavko Zlatić, hrvatski skladatelj, etnomuzikolog, dirigent, glazbeni pedagog, melograf i glazbeni pisac

## Vanjske poveznice
- Satelitka snimka  Arhivirana inačica izvorne stranice od 30. rujna 2007. (Wayback Machine)
- buzet.hr: Na Ćićariji  Arhivirana inačica izvorne stranice od 12. lipnja 2007. (Wayback Machine)